# Rosa María Morató
Rosa María Morató Rodríguez (n. Navarclés, Barcelona; 19 de junio de 1979) es una deportista española que compite en atletismo.
Su especialidad son los 3.000 m con obstáculos en la que tuvo la plusmarca española (con tiempo 9:26.23) lograda en Heusden en 2007 hasta que la rebasó Marta Domínguez con 9:21.76 en Barcelona en el año 2008.
Participó en los Juegos Olímpicos de Pekín 2008 en la disciplina de 3.000 m con obstáculos.
Ha ganado 2 medallas en el Campeonato Europeo de Campo a Través, una de bronce en 2007 en Toro y otra de plata en 2009 en Dublín.

## Mejores marcas
Mejores marcas personales
| Prueba      | Resultado | Fecha | Lugar | -                       |
| 2000 m obs. | 6:28.22   | 2004  | ?     | ?ª mejor marca española |
| 3000 m obs. | 9:51.08   | 2004  | ?     | ?ª mejor marca española |

Récords de España
- Récord woman de España Júnior de 2.000m Obst. (7.09.2 en 1996)
- 2.000m Obst.: 6:28.22 (2004)
- 3000 m Obst.: 10:01.70 (2003); 9:51.76 (2004); 9:51.08 (2004)

Historial Nacional
- Campeona de España Promesa de campo a través (2001)
- Campeona de España Absoluta de 3000 m Obst. (2003-2005)
- Campeona de España Absoluta de cross largo (2005)

Historial Internacional
- CpE
  - \t2003 - Florencia \tSpl - 3000 m Obst. (4.ª/10:18.45)
  - \t2004 - Bydgoszcz \tSpl - 3000 m Obst. (3.ª/9:51.08)
  - \t2005 - Gävle \t1ª D - 3000 m Obst. (3.ª/9:54.20)
- IberA
  - \t2004 - Huelva \t3.000m Obst. (4.ª/10:09.13)
- CMcross
  - \t1998: junior (85.ª); 2001: corto (54.ª); 2004: corto (ab); 2005: largo (45.ª)
- CEcross
  - \t1997: junior (61.ª); 1998: junior (10.ª); 2003: (55.ª); 2004 (26.ª)